# Megaphorus prudens
Megaphorus prudens là một loài ruồi trong họ Asilidae. Megaphorus prudens được Pritchard miêu tả năm 1935. Loài này phân bố ở vùng Tân Bắc giới.